# Serenáda
Serenáda (italsky serenata, dostaveníčko, večerní hudba; z italského výrazu sera – večer, resp. spíše podle al sereno – pod širým nebem) je hudební skladba příjemného a lehkého charakteru původně provozovaná ve večerních hodinách pod širým nebem.

## Historický vývoj formy

Carl Spitzweg: Španělská serenáda

Počátky serenády sahají do středověku. Tehdy se jednalo o hudební pozdrav milé, příteli, případně vážené osobě. Typickým obrázkem je milenec zpívající večer pod oknem své dámě za doprovodu kytary nebo jiného drnkacího nástroje. Serenády tohoto typu vznikaly i později, ale většinou jako součást většího díla, vyobrazení tohoto způsobu dvoření – příkladem je árie Deh vieni alla finestra z Mozartovy opery Don Giovanni.
V baroku se italským názvem serenata označovala většinou oslavná kantáta pro dva i více zpěváků a orchestr, provozovaná večer venku při umělém osvětlení. Serenády tohoto druhu psali například Alessandro Stradella, Alessandro Scarlatti, Johann Joseph Fux, Johann Mattheson nebo Antonio Caldara. Často se jednalo o rozsáhlá díla na pomezí mezi kantátou a operou.
V klasicismu se serenáda rozvinula do vícevěté formy určené pro větší orchestr. Ponechává si ale lehký charakter, příjemná melodie je důležitější než sofistikovaný rozvoj tématu nebo dramatičnost. Často začíná (a někdy i končí) pochodem, při kterém hudebníci přicházeli na scénu; ve středních větách se objevují tance (zejména menuet). Práce tohoto typu pochází především z Itálie, Německa, Rakouska a Čech. Mezi nejznámější serenády z tohoto období patří díla W. A. Mozarta (např. Malá noční hudba nebo Haffnerova serenáda), které mívají 4–10 vět a často byly psány pro zvláštní příležitosti.
V 19. století se ze serenády stává koncertní dílo, nemusí už být určena pro venkovní provedení. Například dvě Brahmsovy serenády připomínají spíše symfonie. Serenády pro smyčcový orchestr napsali Antonín Dvořák, Josef Suk nebo Petr Iljič Čajkovskij, romantické serenády najdeme i v díle Beethovena, Schuberta a dalších.
Moderní díla 20. století mívají podobu volnějších experimentů s původní formou a instrumentací serenády, mezi jejich autory patří např. Benjamin Britten, Igor Stravinskij, Arnold Schoenberg, Dmitrij Šostakovič či Leonard Bernstein.